# Kabala (Sierra Leone)
Kabala – miasto w Sierra Leone, stolica dystryktu Koinadugu w Prowincji Północnej, największe miasto na północy kraju, mieszka tu około 15 tys. osób.

## Historia
Na mocy traktatu brytyjsko-francuskiego z 1895 roku do Kabali przeniesiono posterunek brytyjskiej administracji kolonialnej, zlokalizowany wcześniej w mieście Falaba. Kabala była w tym czasie niewielką wsią, niezaznaczaną nawet na mapach. Pod rządami Brytyjczyków miejscowość szybko się jednak rozrosła - od lat trzydziestych XX wieku nastąpił gwałtowny przypływ kupców, a po 1947 roku otwierali tu swoje sklepy libańscy imigranci.
W 2000 roku Organizacja Narodów Zjednoczonych wydała raport stwierdzający, że po wojnie domowej w Sierra Leone w latach dziewięćdziesiątych XX wieku sytuacja w Kabali wraca do normy. W 2002 roku miasto odwiedził bangladeski minister spraw zagranicznych, co dowodzi, że Kabala dostecznie podniosła się ze zniszczeń wojennych, żeby przyjmować ważnych zagranicznych gości.

## Populacja
Populacja miasta rośnie powoli od 1947 roku, kiedy to mieszkało tu ok. 3 tys. mieszkańców. W latach dziewięćdziesiątych osiedliło się tu wielu uchodźców wojennych z innych części kraju. Ostatni spis ludności miał miejsce w 1974 roku i wykazał 10 335 mieszkańców miasta. Obecnie liczbę tę szacuje się na ok. 15 tysięcy.
Miasto zamieszkuje wiele grup etnicznych, często żyjących w osobnych "dzielnicach", do najliczniejszych grup zaliczają się Koranko, Limba, Temne, Fulanie, Mandinka, Mende i Loko. Najczęściej używanym językiem jest krio i jest on lingua franca dla populacji miasta. Duża część ludności wyznaje islam i w mieście działają dwa meczety.

## Przemysł i komunikacja
Miasto jest ważnym ośrodkiem przemysłu tekstylnego. Na terenach otaczających Kabalę odbywa się intensywna uprawa rolna, istnieją plantacje ryżu. Kabala ma połączenie autobusowe z Makeni.